# Typhonia christenseni
Typhonia christenseni is een vlinder uit de familie zakjesdragers (Psychidae). De wetenschappelijke naam van deze soort is voor het eerst geldig gepubliceerd in 1990 door Hattenschwiler.
De soort komt voor in Europa.